# Jeu coopératif (jeu)
Pour les articles homonymes, voir Jeu coopératif.
 (octobre 2011).
Si vous disposez d'ouvrages ou d'articles de référence ou si vous connaissez des sites web de qualité traitant du thème abordé ici, merci de compléter l'article en donnant les références utiles à sa vérifiabilité et en les liant à la section « Notes et références ».

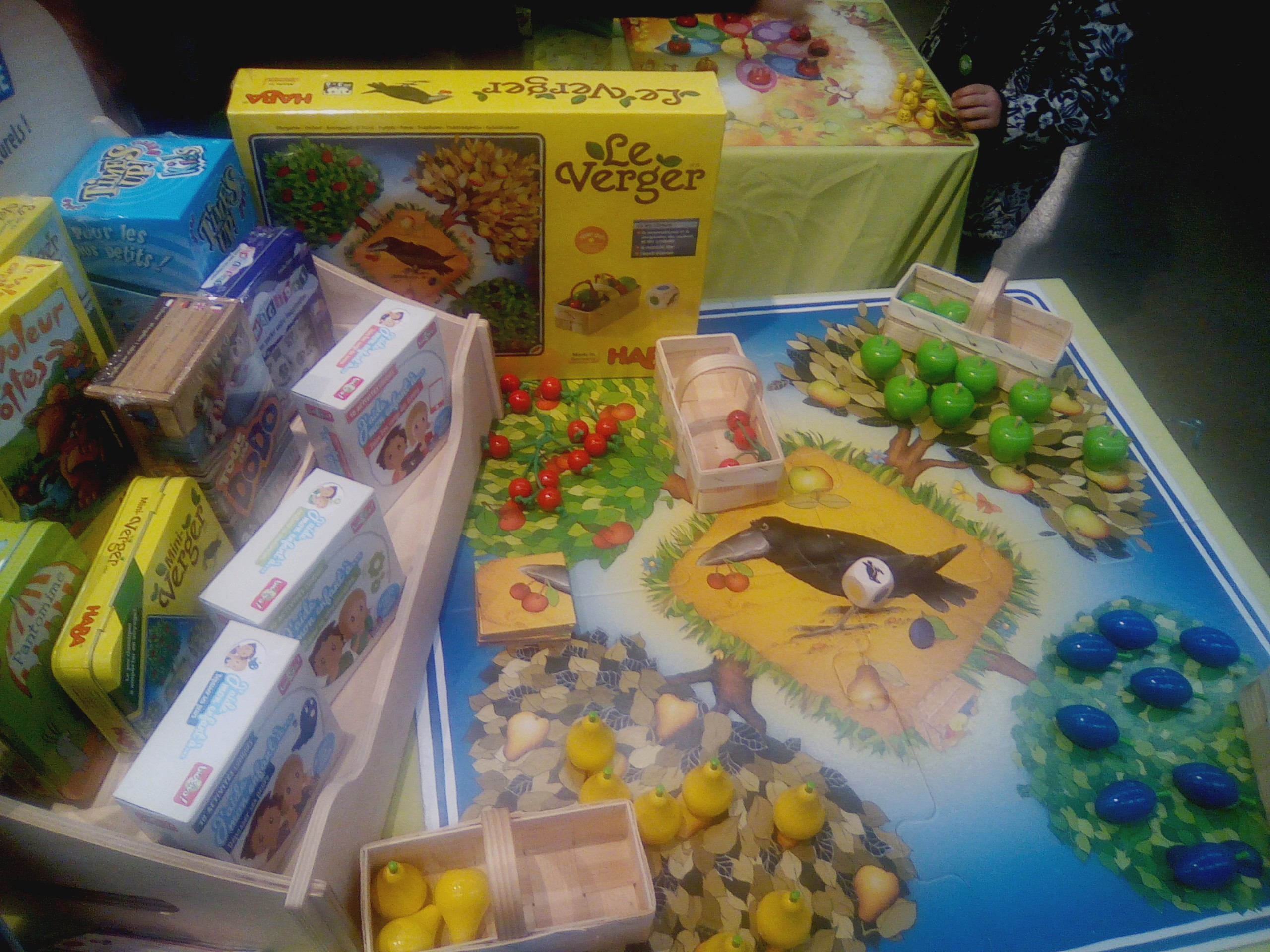
Stand vendant des jeux de société coopératifs pour enfants.

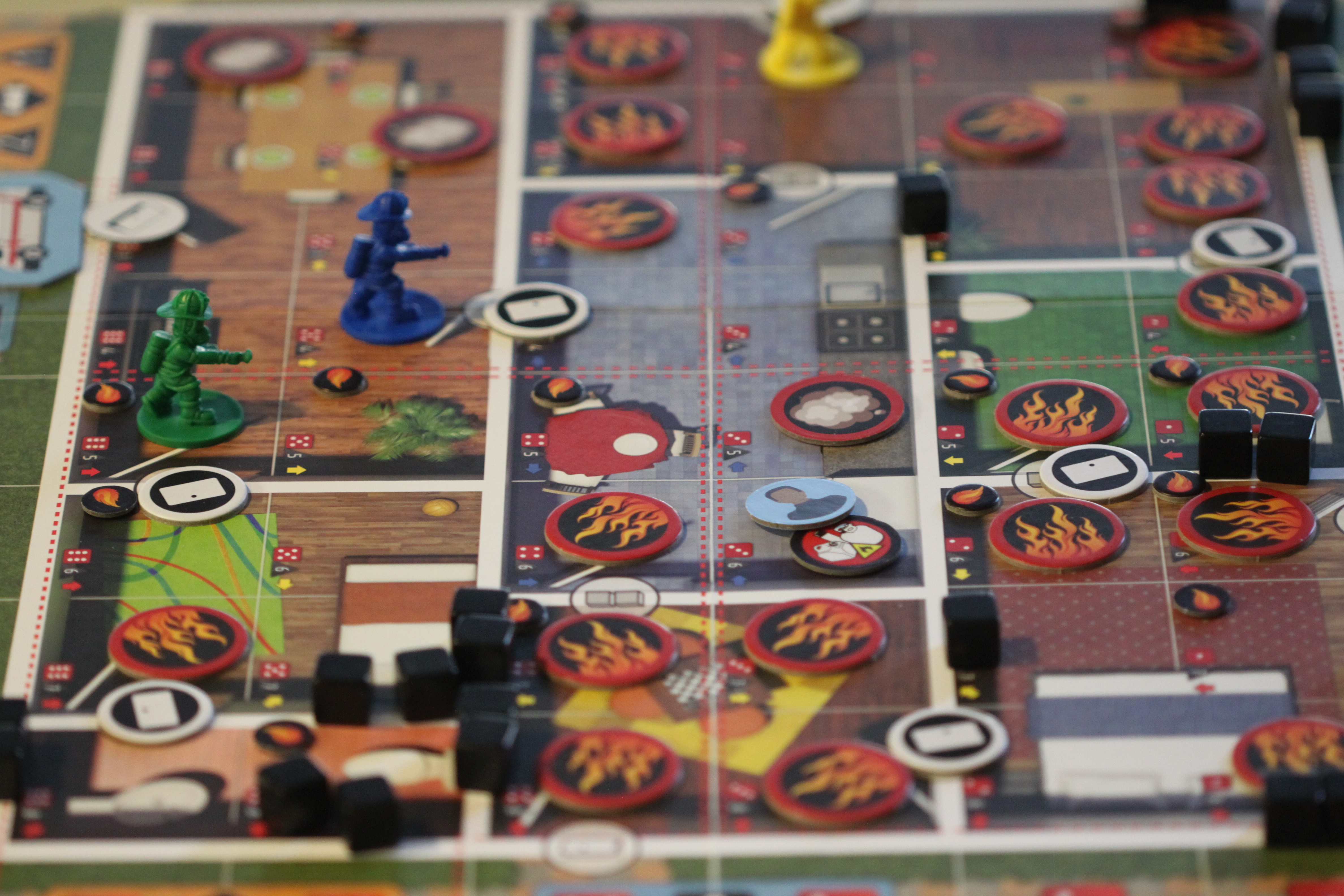
Une partie en cours de ', un jeu coopératif.

Un jeu coopératif (ou jeu de coopération) est un jeu de société dans lequel tous les joueurs gagnent ou perdent ensemble.
Au lieu de jouer en opposition les uns contre les autres, les joueurs jouent conjointement ou ensemble pour réaliser un ou plusieurs objectifs communs, hors de tout esprit de compétition.

## Historique
Les jeux coopératifs sont nés aux États-Unis après la guerre du Vietnam dans la mouvance non-violente et sont introduits en Europe, en Allemagne, dans les années 1980.[réf. souhaitée]

## Principe
Un jeu coopératif comprend généralement les points suivants :[réf. souhaitée]
1. un objectif commun et collectif ;
2. une action et réaction de la part de tous les membres du jeu (individus, ou équipes lorsque trop de joueurs sont impliqués) pour que tous progressent dans le jeu ;
3. un critère de fin de jeu (délais impartis par exemple, ou fin de pioche, etc) le rendant anticipable par tous les joueurs ;
4. une évaluation collective : à la fin du jeu, les joueurs ont soit gagné soit perdu ensemble.

Souvent s'y ajoutent des possibilités d'entraide : face à une épreuve, un ou plusieurs joueurs jouent collectivement dans le but de favoriser le succès.[réf. souhaitée]
Les règles peuvent affecter à chaque joueur un personnage avec des facultés et/ou des items (jetons, cartes, pion, etc) spécifiques, mais tout en favorisant l'échange et le partage entre joueurs au long du jeu.[réf. souhaitée]
Ce principe s'oppose au principe du jeu compétitif (l'objectif d'un joueur se réalise au détriment des autres joueurs). Par contre il partage des caractéristiques avec le jeu collaboratif (l'objectif d'un joueur se réalise grâce à l'appui d'un ou d'autres joueurs) mais s'en distingue par sa finalité, qui est que tous les joueurs gagnent.[réf. souhaitée]
Les jeux de coopération sont particulièrement présents dans les milieux de l'altermondialisme et de l'enfance, de par leur réputation de favoriser la socialisation en incitant à l'entraide plutôt qu'à l'affrontement et la concurrence.[réf. souhaitée]

## Typologie
On les distingue selon la qualité de la coopération : elle peut être totale (répondant scrupuleusement aux principes ci-avant) ou, plus souvent, partielle (les principes sont respectés en partie seulement). Dans ce dernier cas, on parle de jeu semi-coopératif.[réf. souhaitée]
On peut aussi les trier selon des critères plus classiques :
- selon l'aire de jeu : jeu de plein air, jeux de société ou jeux vidéo ;
- selon l'âge ;
- selon le matériel nécessaire : absence de matériel, petit matériel (foulard, ballon, caillou, etc.), matériel spécifique (plateau de jeu, jetons, etc.) ;
- selon le nombre et l'organisation des joueurs : nombre limité ou illimité, jeu individuel ou par équipe ;
- selon leur durée.

## Les jeux purement coopératifs
- Un jeu dans lequel tous les joueurs ont des actions à effectuer (ou des énigmes à résoudre). De leurs résultats dépend le fait de gagner ou non un jeu. Exemple : l'émission télévisée Fort Boyard où l'adversaire est le temps limité.[réf. souhaitée]
- Un jeu où le principe est de maximiser le score de l'équipe. Un jeu de ballon, par exemple, dans lequel tous les joueurs doivent se passer la balle sans qu'elle ne touche le sol. Lorsque la balle touche le sol, on compte le nombre de points et on le compare au meilleur score du moment, puis on recommence. Le score est égal au nombre de touches de balle du joueur qui a le moins touché la balle ce coup-ci.[réf. souhaitée]
- Un jeu dans lequel tous les joueurs construisent un objet (statue, tableau, fresque…) suivant des consignes précises. Ce type de jeu est à proprement parler un jeu créatif. Les jeux créatifs sont des jeux dans lesquels le seul objectif est de jouer. Aucune notion de gagnants ni de perdants n'entre en jeu.[réf. souhaitée]
- Un jeu dont le principe consiste à rechercher un objet (ou cadeau) dénommé trésor. La chasse au trésor est une activité ludique collective où les participants, souvent par équipe et à l'aide d'indice récoltés lors d'épreuves ou d'énigmes, doivent retrouver la cachette d'un trésor. Les chasses au trésor se sont popularisées (anniversaires d'enfants, etc.) grâce à Internet qui permet de dématérialiser les composants du jeu sous forme d'un fichier téléchargeable comprenant le scénario, les épreuves, les énigmes et les indices. Le jeu télévisé La Chasse aux trésors s'inspire de ce principe.[réf. souhaitée]

## Élargissement de la définition
Les jeux véritablement coopératifs, c'est-à-dire respectant scrupuleusement ces critères, sont très peu nombreux. Souvent y sont classés des jeux qui ne sont pas purement coopératifs.[réf. souhaitée]
Ainsi, le jeu de la chasse aux cerfs est souvent considéré comme un jeu coopératif. Le principe de ce jeu est de faire régulièrement circuler les joueurs cerfs d'un bout à l'autre d'un terrain, sans que les autres joueurs (chasseurs) ne les touchent. Dès qu'un cerf est touché par un chasseur, il devient à son tour chasseur et doit poursuivre les autres cerfs. Le jeu s'arrête lorsqu'il n'y a plus de joueurs cerf.[réf. souhaitée]
Ce jeu n'est pas à proprement parler coopératif, car il y a compétition (une équipe contre une autre) et le but pour une équipe est de vaincre au détriment de l'autre équipe. De plus, il est impossible de perdre le jeu sauf à mettre un délai (admettons qu'une partie dure moins de 20 minutes sinon elle est perdue) ; dans ce cas, le jeu n'est pas non plus coopératif, car les cerfs restants gagneront face aux chasseurs, ce qui est contraire au principe de jeu coopératif.[réf. souhaitée]

## Exemples

### Jeux complètement coopératifs

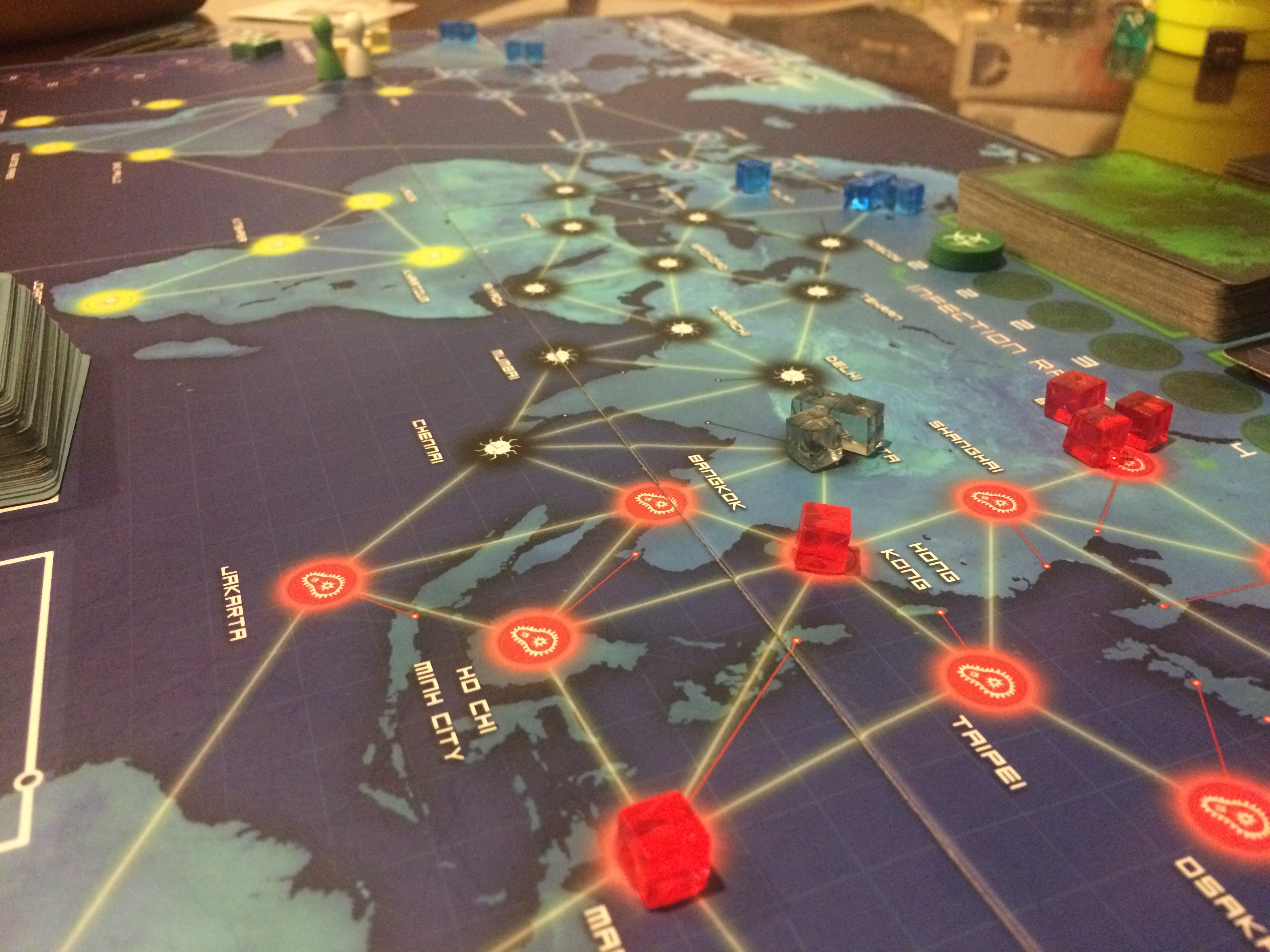
Une partie de Pandémie (Pandemic) en cours.

- Andor — prix de l'As d'Or de Cannes en 2013 et la nomination au Kennerspiel des Jahres[1]
- Belfedar — jeu composé de défis, d'après les éditeurs, afin de mieux se connaître, favoriser la créativité, l'écoute et la non-violence.
- Escape The Dark Castle
- Ghost Stories
- Gizeh
- Hanabi — prix Spiel des Jahres (« jeu de l'année ») en 2013
- Horreur à Arkham
- Kréus
- Le Seigneur des anneaux (jeu de société) — jeu de société
- Le Seigneur des Anneaux — jeu de cartes évolutif
- Le Verger
- L'Île interdite
- Le Désert interdit
- Menace sur Tèr
- Mysterium
- Novembre Rouge
- Off The Dead
- Pandémie (Pandemic)
- Robinson Crusoé — Swiss Gamers Award 2013
- Salem (l'ombre de Cthulhu)
- Samurai Spirit
- Space Alert
- The Loop
- Yggdrasil
- Zombicide

### Jeux semi-coopératifs
- Castle Panic
- Dead of Winter
- Galèrapagos
- Les Chevaliers de la Table Ronde — prix Spiel des Jahres (prix spécial « jeu fantastique ») 2006[2] et prix Meeples' Choice Award 2005[3]
- Les Naufragés du Titanic
- Saboteur
- Scotland Yard
- Zombie Bus

### Jeux vidéo

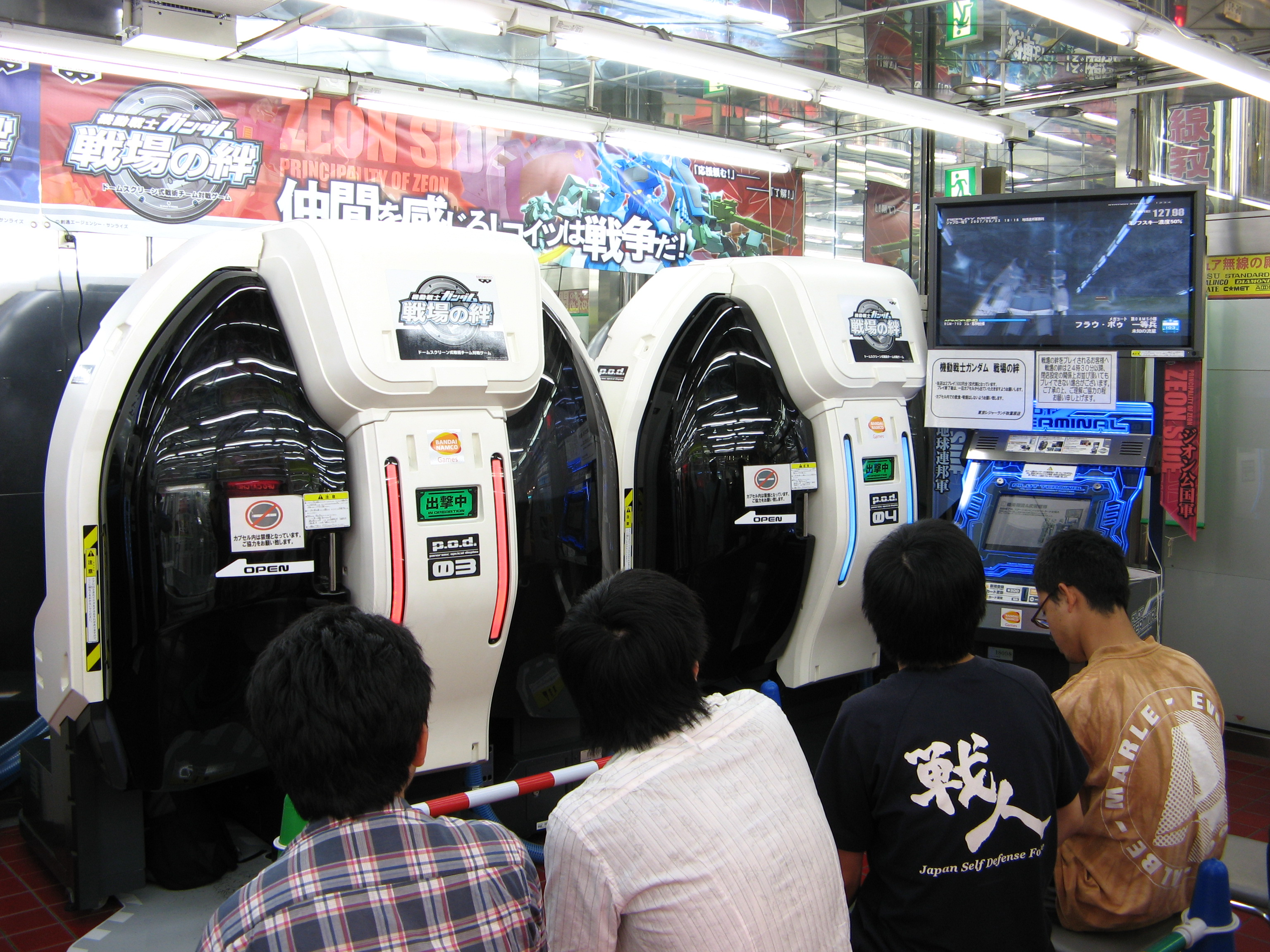
Des joueurs attendant devant un jeu vidéo coopératif à Akihabara (Japon).

### Jeux de cartes
- The Mind

### Jeux de plein air
- Le jeu de la chasse au cerfs — jeu semi-coopératif
- Le jeu de la guerre des sexes
- Le jeu de signal
- Le jeu des chaises musicales coopératif
- Sauerbaum
- Terra
- Le roi du silence
- Le parachute — nécessitant une toile circulaire de 3 à 7 mètres de diamètre, dite le « parachute ».